# Diocesi di Saia Maggiore
La diocesi di Saia Maggiore (in latino Dioecesis Saiensis) è una sede soppressa e sede titolare della Chiesa cattolica.

## Storia
Saia Maggiore, identificabile con  Henchir-Duamès-Chiaïa o con Henchir-Chaïa nell'odierna Tunisia, è un'antica sede episcopale della provincia romana dell'Africa Proconsolare, suffraganea dell'arcidiocesi di Cartagine.
Sono solo due i vescovi documentati di Saia Maggiore. Il cattolico Donato intervenne alla conferenza di Cartagine del 411, che vide riuniti assieme i vescovi cattolici e donatisti dell'Africa romana; in quell'occasione la sede non aveva vescovi donatisti. Un altro vescovo di nome Donato è vissuto all'epoca di papa Leone I, menzionato nelle sue lettere.
Dal 1933 Saia Maggiore è annoverata tra le sedi vescovili titolari della Chiesa cattolica; dal 31 ottobre 2001 il vescovo titolare è Bonifacio Antonio Reimann Panic, O.F.M., vicario apostolico di Ñuflo de Chávez.

## Cronotassi dei vescovi
- Donato † (menzionato nel 411)
- Donato † (all'epoca di papa Leone I)

## Cronotassi dei vescovi titolari
- Juan Conway McNabb, O.S.A. † (8 aprile 1967 - 27 dicembre 1977 dimesso)
- George To Bata † (27 aprile 1978 - 7 marzo 1995 deceduto)
- William Francis Murphy (21 novembre 1995 - 26 giugno 2001 nominato vescovo di Rockville Centre)
- Bonifacio Antonio Reimann Panic, O.F.M., dal 31 ottobre 2001